# Shameless (sèrie de televisió de 2011)
Shameless és una sèrie de televisió estatunidenca emesa per la cadena Showtime. Està basada en la sèrie homònima del Regne Unit que emet Channel 4 i la seva trama se centra en la família disfuncional de Frank Gallagher, un pare alcohòlic abandonat per la seva ex dona que malbarata els seus diners mentre els seus sis fills aprenen a cuidar-se per si mateixos. És protagonitzada per William H. Macy, Emmy Rossum, Justin Chatwin, Cameron Monaghan, Jeremy Allen White, Ethan Cutkosky, i Emma Kenney, entre d'altres.
La primera temporada, que consta de dotze episodis, fou emesa entre el 9 de gener i el 27 de març de 2011, mentre que la segona temporada començà el 8 de gener de 2012.
 L'1 de febrer de 2012 la sèrie va ser renovada per a una tercera temporada, que va començar a rodar-se al juny de 2012 i es va estrenar al gener de 2013. El 29 de gener de 2013, la cadena Showtime va renovar Shameless per a una quarta temporada.

## Repartiment
Principal
- William H. Macy com a Frank Gallagher
- Emmy Rossum com a Fiona Gallagher
- Jeremy Allen White com a Phillip «Lip» Gallagher
- Cameron Monaghan com a Ian Gallagher
- Emma Kenney com a Debbie Gallagher
- Ethan Cutkosky com a Carl Gallagher
- Shanola Hampton com a Veronica Fisher
- Steve Howey com a Kevin «Kev» Ball
- Joan Cusack com a Sheila Jackson
- Emma Greenwell com a Mandy Milkovich (Recurrent Temporada 2, Principal Temporada 3)
- Noel Fisher com a Mickey Milkovich (Recurrent Temporades 1-2, Principal Temporada 3)
- Zach McGowan com a Jody Silverman (Recurrent Temporada 2, Principal Temporada 3)
- Justin Chatwin com a Jimmy Lishman, àlies Steve (Temporades 1-3; cameo temporada 4)

Recurrent
- Laura Slade Wiggins com a Karen Jackson (Temporades 1-2, Recurrent 3)
- Brennan Kane Johnson i Blake Alexander Johnson com a Liam Gallagher
- Chloe Webb com a Monica Gallagher
- Joel Murray com a Eddie Jackson
- Tyler Jacob Moore com a Tony Markovitch
- Jane Levy com a Mandy Milkovich (Temporada 1)
- Pej Vahdat com a Kash
- Marguerite Moreau com a Linda
- Amy Smart com a Jasmine
- Madison Davenport com a Ethel
- Louise Fletcher com a Peg Gallagher